# Cal Puig (Gaià)
Cal Puig és una masia de Gaià (Bages) inclosa a l'Inventari del Patrimoni Arquitectònic de Catalunya.

## Descripció
Edifici civil. Masia orientada al sud. Tipus I de la classificació de J. Danés. Edifici de tres plantes envoltat de construccions annexes que fan un pati d'entrada. Material de construcció: pedra.

## Història
No es tenen notícies històriques, però segons testimonis orals sembla que l'edifici pot ser meitats del segle xix.